# 파우피시
파올리시(이탈리아어: Paupisi)는 이탈리아 캄파니아주 베네벤토도의 코무네다. 나폴리로부터 북동쪽 50km 베네벤토 북서쪽 12km 거리에 있다.